# Альсмик, Пётр Иванович
Пётр Иванович Альсми́к (14 [27] февраля 1907, д. Выдрея, — 2 апреля 1992) — советский белорусский селекционер-картофелевод. Академик АН БССР (1966), с 1956 года член-корреспондент, академик ВАСХНИЛ (1979), член-корреспондент сельскохозяйственных наук ГДР (1974), доктор сельскохозяйственных наук (1954). Герой Социалистического Труда. Член КПСС с 1968 года.

## Биография
Пётр Альсмик родился в деревне Выдрея (ныне Лиозненский район Витебской области Белоруссии). В 1929 году окончил Белорусскую сельскохозяйственную академию. Работал на Новозыбковской сельскохозяйственной опытной станции, в 1931—1941 и в 1944—1956 годах — научный сотрудник, заведующий группой, лабораторией, заместитель директора Белорусского селекционной станции, с 1956 заведующий лабораторией селекции картофеля Белорусского НИИ картофелеводства и плодоовощеводства .
Умер 2 апреля 1992 года. Похоронен на сельском кладбище в посёлке Самохваловичи (Минская область, Белоруссия), где прожил последние годы.

## Научная деятельность
Пётр Альсмик является автором более чем 100 научных работ, в том числе 6 монографий; его научные исследования посвящены селекции и семеноводству картофеля. Разработал методику селекции картофеля, которая позволяет строить прогнозы поведения новых сортов в различных условиях, создавать благоприятные режимы их выращивания. Вывел 10 высокоурожайных сортов картофеля с хорошими вкусовыми качествами и большим (до 26) процентам крахмалов: агрономический , Темп , Лошицкий, пахнущей и другие .

### Основные работы
- Лучшие сорта картофеля для БССР. Минск, 1948.
- Семеноводство и апробация картофеля в БССР. Минск, 1948.
- Культура картофеля в Белорусской ССР. Минск, 1953 (в соавт.).
- Картофель. 2-е изд. Минск, 1955 (в соавт.).
- Селекция картофеля в Белоруссии. Минск, 1979.
- Физиология картофеля. М., 1979 (в соавт.).
- Картофель: селекция, семеноводство, Технология возделывания. Минск, 1988.

## Награды и премии
- Заслуженный деятель науки БССР (1973)
- Лучший изобретатель сельского хозяйства СССР (1984)
- Сталинская премия третьей степени СССР (1951) — за выведение новых ценных сортов картофеля
- Государственная премия СССР (1974) — за выведение, размножение и внедрение в производство высокопродуктивных сортов картофеля[1][2]
- Герой Социалистического Труда (30.4.1966)
- Орден Ленина (1966)
- Орден Октябрьской революции (25.02.1977)
- Орден Отечественной войны II степени (6.4.1985)
- Три ордена Трудового Красного Знамени (1959, 1971, 1973)
- Орден Дружбы народов
- Орден «Знак Почёта» (1987)
- Золотая медаль имени И. В. Мичурина (1979)
- 4 Золотые медали ВДНХ
- 3 Серебряные медали ВДНХ
- медали[2].

## Память
В Белорусской государственной сельскохозяйственной академии (г. Горки Могилёвской области, Республика Беларусь) на аллее Героев Советского Союза и Социалистического труда в его честь посажен каштан и установлен мемориальный знак.